# علم الصليب الشمالي

مجموعة مختارة من أعلام الصليب الشمالي المستخدم في دول شمال أوروبا، من اليسار إلى اليمين
الصف العلوي: آيسلندا، جزر فارو، جزر أوركني، جزر شتلاند، النرويج، السويد، جزر أولاند، فنلندا;
الصف السفلي: الدنمارك، سكانيا.

يصف مصطلح علم صليب الشمال الأعلام والرايات التي تحمل تصميم ما يسمى الصليب الشمالي أو الإسكندنافي، حيث يمثل العلم رمز الصليب في حقل مستطيل. أقدم هذه الأعلام كان علم الدنمارك.
وقد اعتمدت كل من بلدان دول الشمال هذه الأعلام في العصر الحديث، وكثيرًا ما يدعى أيضًا علم الصليب الإسكندنافي لإستخدام الدول الإسكندنافية الصليب الشمالي في أعلامها الوطنية. يرمز الصليب إلى الصليب المسيحي، ويستمد العلم تصميمه من تصاميم تعود للقرن الثالث عشر أثناء الحروب الصليبية.

## أعلام الدول

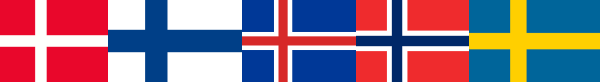
الأعلام من اليمن إلى اليسار
السويد🇸🇪 النرويج🇳🇴 أيسلندا🇮🇸 فنلندا🇫🇮 الدنمارك🇩🇰

## مواقع خارجية
- Extensive compilation of official and non-official Nordic Cross flags (at Flags of the World). نسخة محفوظة 4 فبراير 2013 at Archive.is